# Majed Asasstadion
Het Majed Asasstadion is een multifunctioneel stadion in Al-Bireh, een stad in Palestina. 
In het stadion is plaats voor 2.000 toeschouwers. Het stadion werd geopend in 1996 en na de renovatie (tussen 2009 en 2011) werd het stadion weer heropend door Lilian Thuram. Die opening vond plaats met de finale van de Palestine Cup en Lilian Thuram deed de aftrap van die finale. Het stadion wordt vooral gebruikt voor voetbalwedstrijden. In 2012 werd van dit stadion gebruik gemaakt voor het internationale toernooi, de Palestina Cup.